# Налоговое резидентство
Нало́говое резиде́нтство (также «нало́говая резиде́нция») — статус, накладывающий обязательство уплаты налогов на гражданина какого-либо государства или иностранца, постоянно проживающего в этом государстве. Также этот статус применим для юридических лиц. Лицо, обладающее статусом резидента, называют налоговым резидентом.
Критерии резидентства для целей налогообложения значительно различаются в зависимости от юрисдикции, и «резидентство» может отличаться для других, неналоговых целей. Для физических лиц основным критерием налогового резидентства является физическое присутствие в юрисдикции. В некоторых юрисдикциях также определяется вид на жительство физического лица со ссылкой на множество других факторов, таких как владение домом или наличие жилья, семейные и финансовые интересы. В случае компаний в некоторых юрисдикциях резидентство корпорации определяется на основе места её регистрации, в других — по месту её управления. В некоторых юрисдикциях используется как критерий места регистрации, так и критерий места управления.
Критерии резидентства в соглашениях об избежании двойного налогообложения могут отличаться от критериев внутреннего законодательства. Резидентство во внутреннем законодательстве позволяет стране предъявлять налоговое требование на основании резидентства над лицом, тогда как в договоре об избежании двойного налогообложения это приводит к ограничению такого налогового требования. Системы налогообложения резидентства или гражданства обычно связаны с налогообложением по всему миру, в отличие от территориального налогообложения. Поэтому это особенно актуально, когда две страны одновременно заявляют, что какое-либо лицо является резидентом в пределах их юрисдикции.

## Международное налоговое право
Соглашения об избежании двойного налогообложения, как правило, соответствуют Типовой конвенции ОЭСР. Другими соответствующими моделями являются Типовая конвенция ООН в случае договоров с развивающимися странами и Типовая конвенция США в случае договоров, заключенных Соединёнными Штатами.

## США
Налоговым резидентом в США являются:
- Американские граждане (даже если не живут в США много лет);
- Обладатели грин-карты (обладатели миграционного статуса permanent resident) (даже если не живут в США);
- Иностранцы, присутствующие в США «значительное количество времени» (есть некоторые исключения для студентов и исследователей с визами F, M, Q или J, а также для дипломатических работников).

Они подпадают под налоговое резидентство, если находятся в США 183 дня и более в календарном году.

### Налоги для резидентов США
Подоходный налог для резидентов и граждан строится по прогрессивным налоговым ставкам от 10 % до 39,6 %, в зависимости от уровня дохода и штата.

## Великобритания

### Налоговое резидентство для юр. лиц
Компания, как правило, считается резидентом Соединённого Королевства для целей налогообложения, если она зарегистрирована в Соединённом Королевстве или если её центральное управление и контроль осуществляются в Соединённом Королевстве. «Централизованное управление и контроль» относится к высшему уровню надзора, обычно осуществляемому правлением, а не к повседневному управлению.

### Налоговое резидентство для физ. лиц
Приложение 45 Закона о финансах 2013 года устанавливает правила определения того, являются ли физические лица резидентами или нерезидентами Великобритании.
Физическое лицо, которое проводит в Великобритании более 183 дней в течение налогового года, является резидентом Великобритании.

### Налоги для резидентов Великобритании
Налогом облагается доход, который включает заработную плату, премии, пенсию и проценты со сберегательных счетов. Налоговый период для подоходного налога действует с 6 апреля текущего года по 5 апреля следующего.
Доход физического лица облагается налогом по прогрессивной шкале (сумма за год):
- До 12 570 фунтов стерлингов — 0 %
- От 12 571 до 50 270 фунтов стерлингов — 20 %
- От 50 271 до 150 000 фунтов стерлингов — 40 %
- Более 150 000 фунтов стерлингов — 45 %

Для дохода более 100 000 фунтов стерлингов не облагаемая налогом база уменьшается. Из дохода также вычитается страховой взнос, который идет на формирование государственных пособий и пенсии.
Корпоративный налог для юр. лиц составляет 19 %. Он начисляется на прибыль от ведения бизнеса и продажи активов. Его платят компании с ограниченной ответственностью и любые иностранные компании с головным офисом или представительством в Великобритании.

## Германия
Как правило, физические лица считаются налоговыми резидентами, если они физически находятся в Германии более шести месяцев в течение любого календарного года или в течение последовательного периода в шесть месяцев в течение календарного года. Это постановление применяется ретроспективно, поэтому, например, пребывание в Германии с 1 марта по 30 ноября делает человека налоговым резидентом Германии и, следовательно, облагается немецким налогом на доход по всему миру за весь период, а не только с начала седьмого месяца.
Физическое лицо также может считаться налоговым резидентом, если оно приобретает место жительства в Германии. Это может включать в себя аренду, в отличие от покупки, недвижимости, но только в том случае, если срок аренды считается более чем временным. По этой причине, чтобы избежать налогового резидентства в Германии, краткосрочные (например, три месяца) следует арендовать недвижимость везде, где это возможно.

### Налоги для резидентов Германии
Подоходный налог на заработную плату в Германии варьируется от 14 до 45 %. При этом налог платится только от суммы, превышающей необлагаемый минимум — 9 744 евро в год на одного или 18 816 евро в год для семейной пары.

## Франция
Во Франции физические лица, проживающие по месту жительства, облагаются французским налогом на доходы по всему миру, но нерезиденты не облагаются налогом на доходы из иностранных источников. Однако могут применяться многие исключения из договоров (например, торговля из-за рубежа или доход от аренды). В соответствии со статьей 4B Налогового кодекса Франции (Code Général des Impôts) физическое лицо является резидентом Франции для целей налогообложения, если:
- у них есть дом или основное место их физического присутствия во Франции,
- они осуществляют свою профессиональную деятельность во Франции, если только такая деятельность не является лишь вспомогательной, или
- центр их экономических интересов находится во Франции.

Физическое присутствие налогоплательщика во Франции в календарном году будет проверяться на соответствие его присутствию в другой стране. Таким образом, постоянные путешественники должны иметь возможность продемонстрировать, что они проживали в другой стране в течение более длительного периода в соответствующем календарном году.

### Ставки подоходного налога для налоговых резидентов
Во Франции действует прогрессивная налоговая ставка, поэтому НДФЛ платится в размере от 0 до 45 %, в зависимости от дохода.

## Лихтенштейн
В Лихтенштейне, все зарегистрированные резиденты также считаются налоговыми резидентами Лихтенштейна и, таким образом, облагаются там налогом на весь свой доход и богатство по всему миру.

## Швейцария
В Швейцарии, все зарегистрированные резиденты также считаются налоговыми резидентами Швейцарии и, таким образом, облагаются там налогом на весь свой доход и богатство по всему миру, за исключением доходов и богатства от иностранного бизнеса или недвижимости или там, где налоговые соглашения ограничивают двойное налогообложение. Для целей налогового резидентства достаточно вида на жительство, если человек остается в Швейцарии в течение 30 дней или в течение 90 дней, если он или она не работает.
Конфедерация и кантоны взимают либо прогрессивный, либо пропорциональный подоходный налог с доходов физических лиц. Подоходный налог взимается как налог на заработную плату с иностранных работников без вида на жительство, а также в виде налога у источника для определённых временных лиц, таких как иностранные музыканты, выступающие в Швейцарии.
Налогооблагаемый доход включает в себя все средства, поступающие к лицу из всех источников без вычета убытков или расходов и обычно включает стоимость аренды дома, в котором проживает его владелец.
Неработающие иностранцы, проживающие в Швейцарии, могут выбрать уплату единовременного налога вместо обычного подоходного налога. Налог, который, как правило, намного ниже обычного подоходного налога, номинально взимается с расходов налогоплательщика на проживание, но на практике (которая варьируется от кантона к кантону) обычно используется пятикратная арендная плата, уплачиваемая налогоплательщиком, в качестве основы для единовременного налогообложения. Этот вариант способствует статусу Швейцарии как налогового убежища и побудил многих богатых иностранцев жить в Швейцарии.

## Россия
В России человек признается налоговым резидентом, если он пробыл на территории страны в общей сумме более 183 дней за один календарный год (2 пункт 207 статьи Налогового кодекса РФ). Период пребывания в России не прерывается в случае, если физическое лицо находится за пределами страны менее шести месяцев в образовательных целях или для лечения. Иностранные служащие и государственные служащие, которые были направлены за границу с целью работы, считаются налоговыми резидентами независимо от того, как долго они действительно находятся в России. Резидентство юридических лиц регулируется 2 пунктом 246 статьи Налогового кодекса РФ.
Организации присваивается этот статус в трех случаях:
- Юридическое лицо зарегистрировано на территории России;
- Головной офис организации находится в России или руководящие лица осуществляют управление в РФ (местом принятия решений является Россия);
- Данный статус присвоен в соответствии с международным договором.

### Ставки подоходного налога для налоговых резидентов
Ставка НДФЛ для физлица-резидента составляет 13 % — если доход за календарный год равен или меньше 5 млн рублей; и 15 %, если налоговая база превышает эту сумму (224 статья Налогового кодекса РФ). Юрлицо-резидент платит налог на прибыль в размере 20 %.
Налоговый резидент также имеет право на налоговые вычеты — частичный возврат средств за оплату медицинских услуг, образования, приобретения недвижимости и так далее.

## Украина
Определение статуса налогового резидента урегулирован:
- Налоговым кодексом Украины (далее — НКУ);
- Действующими в Украине международными конвенциями об избежании двойного налогообложения.

Налоговым резидентом в стране физическое лицо является, если:
- имеет место постоянного проживания;
- имеет более тесные личные или экономические связи (центр жизненных интересов);
- находится в Украине не менее 183 дней (включая день приезда и отъезда) в течение периода или периодов налогового года;
- является гражданином Украины.

### Ставки подоходного налога для налоговых резидентов
Ставка НДФЛ и налог для юридических лиц в Украине по состоянию на 2022 составляет 18 % (1 пункт 167 статья НКУ).
После вторжения России на Украину в стране ввели военное положение. На период действия военного или чрезвычайного положения останавливается течение сроков:
- уплаты налоговых обязательств;
- обжалование налоговых уведомлений-решений;
- рассмотрения жалоб налогоплательщиков;
- подачи заявления о возврате излишне уплаченных налогов;
- подачи налоговой отчетности и т. д.

С 1 апреля 2022 года для физических лиц-предпринимателей (ФОП), плательщиков единого налога I и II группы, уплата налога — добровольная. Тот, кто не хочет платить налог в период военного положения, просто не заполняет декларацию за указанный период.

## Беларусь
Согласно 17 статье Налогового кодекса Беларуси налоговыми резидентами Республики Беларусь признаются физические лица, которые фактически находились на территории страны в календарном году более 183 дней.
При этом физ. лицо считается фактически находившимся на территории РБ в случае:
- непосредственного нахождения на территории РБ;

- временного выезда за пределы РБ на лечение, в командировку и на отдых, при условии, что время на таком отдыхе в совокупности не превышало 2 месяцев в течение календарного года.

Налоговые резиденты платят подоходный налог по ставке 13 %.